# كيوبويس

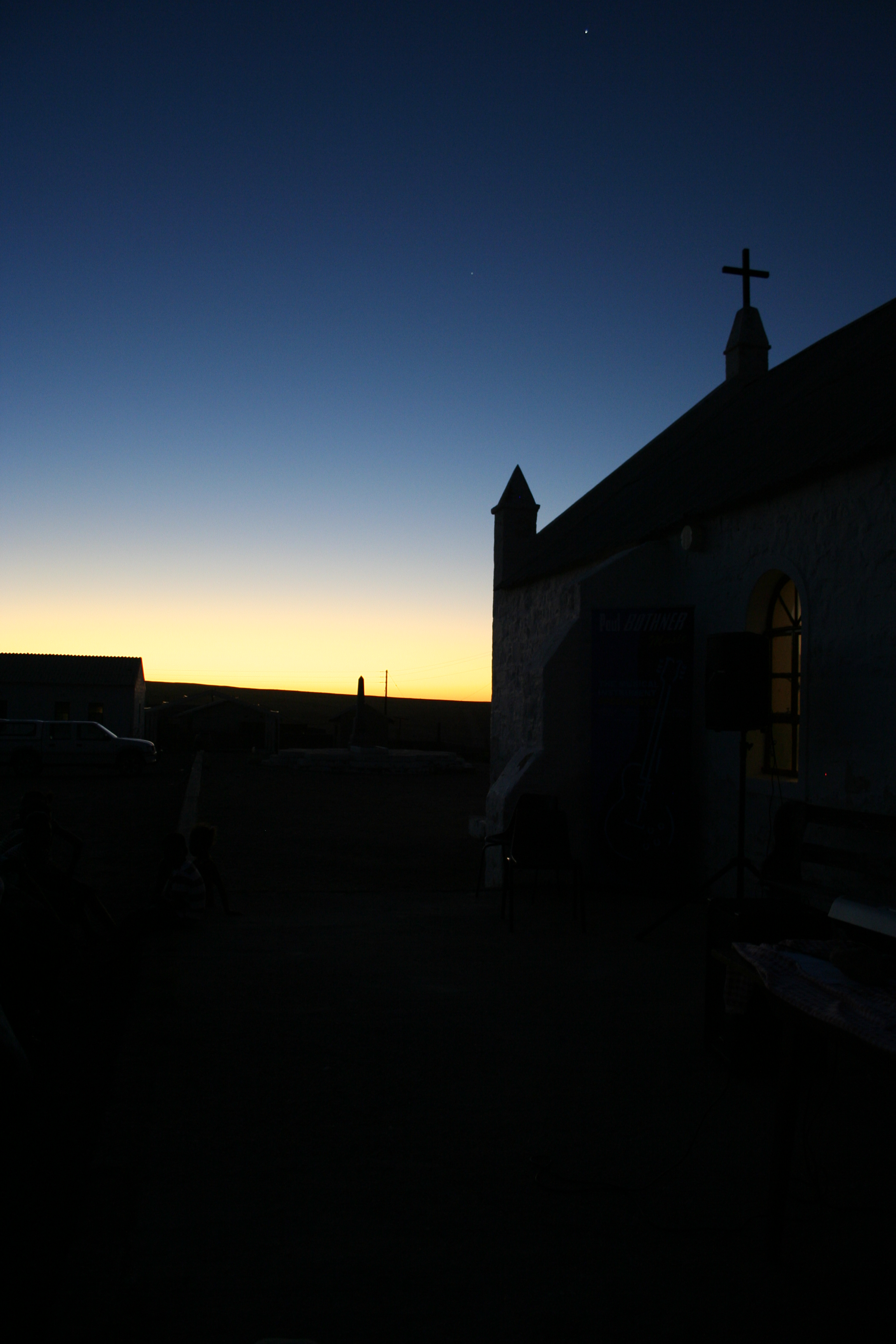
الكنيسة القديمة في كيوبوس

كيوبويس (بالإنجليزية: Kuboes)‏ هي بلدة في بلدية ريتشرزفيلد في مقاطعة كيب الشمالية في جنوب أفريقيا.
كانت كيوبويس واحدة من أولى المستوطنات الدائمة على ريتشرزفيلد. نمت المدينة حول نهر الراين التي شكلها يوهان هاين، الذي بدا بالتبشير للسكان المحليين في المناطق المحيطة بها في 1844. وقد بنيت الكنيسة في عام 1893، وفي نهاية المطاف قرر السكان المتجولين الإقامة في كيوبويس نفسها.